# Suhi Potok
Suhi Potok je naselje v Občini Kočevje brez stalnih prebivalcev.